# 盧特巴赫

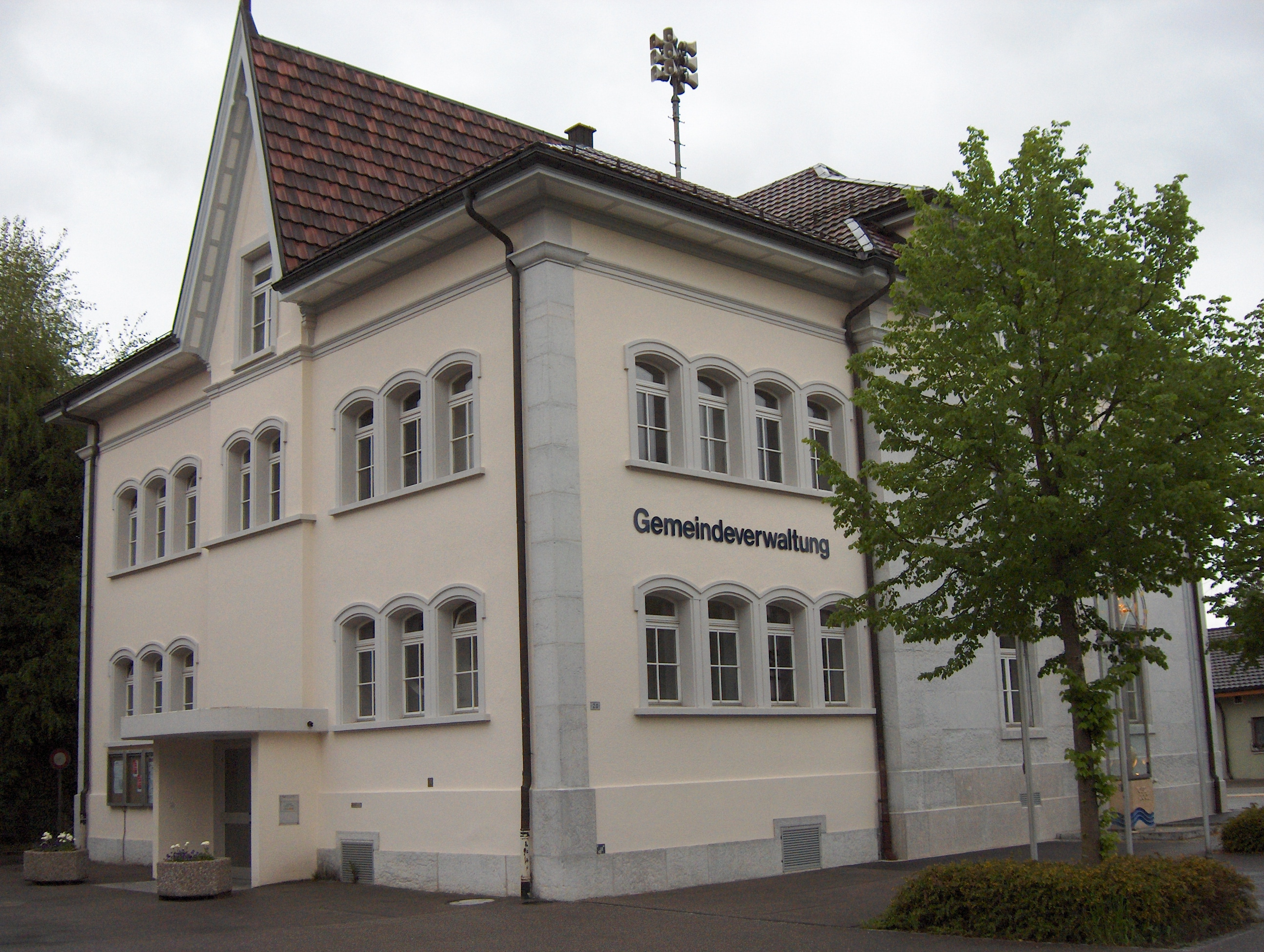

盧特巴赫是瑞士的城鎮，位於該國北部，由索洛圖恩州負責管轄，面積4.52平方公里，海拔高度431米，2012年人口3,379，四成人口信奉羅馬天主教，人口密度每平方公里748人。

## 外部連結
- 官方网站 （页面存档备份，存于） （德文）